# Genod
Genod település Franciaországban, Jura megyében. Lakosainak száma 73 fő (2022. január 1.). Genod Saint-Hymetière-sur-Valouse és Vosbles-Valfin községekkel határos.

## Népesség
A település népességének változása:
| Lakosok száma | 61   | 46   | 52   | 66   | 68   | 70   | 68   | 72   | 74   | 73   |
|               | 1968 | 1982 | 1990 | 2006 | 2013 | 2015 | 2017 | 2019 | 2020 | 2022 |